# 777 Tower
De 777 Tower is een wolkenkrabber in Downtown Los Angeles (Californië). De 221 meter hoge toren heeft 52 verdiepingen en is daarmee de op vijf na hoogste wolkenkrabber van Los Angeles.

## Prijzen
- 1993 LA Business Council Best High Rise Commercial Building
- 1994 LA Business Council Beautification Award
- 1996 Building Owners and Managers Association Building of the Year Award